# 五福镇
五福镇，是中华人民共和国四川省南充市仪陇县下辖的一个乡镇级行政单位。

## 行政区划
五福镇下辖以下地区：
飞龙社区、东观村、来龙村、皂桷村、黄桷村、骑龙村、白马村、佐家村、五福村、黄家村、笋店村、碑坪村、老罐村、筏子村和陡嘴村。